# Pithecellobium caesalpinioides
Pithecellobium caesalpinioides är en ärtväxtart som beskrevs av Paul Carpenter Standley. Pithecellobium caesalpinioides ingår i släktet Pithecellobium och familjen ärtväxter. Inga underarter finns listade i Catalogue of Life.